# موش جیب‌دار سیخ‌مو
موش جیب‌دار سیخ‌مو (نام علمی: Chaetodipus hispidus) نام یک گونه از سرده موش‌های جیب‌دار زبرمو است.